# Radomír Tichý
Radomír Tichý (*1967, Moravská Třebová) je český archeolog, vysokoškolský pedagog a ředitel Archeoparku pravěku ve Všestarech.

## Životopis
Radomír Tichý se narodil v roce 1967 v Moravské Třebové. Vystudoval pedagogiku a dějepis na Pedagogické fakultě v Hradci Králové a archeologii na Univerzitě Karlově. V roce 1993 začal vyučovat pravěk a starověk na Vysoké škole pedagogické v Hradci Králové (předchůdce Univerzity Hradec Králové) a o rok později založil První vysokoškolské centrum experimentální archeologie a Společnost experimentální archeologie. Jako experimentální archeolog se zapsal do povědomí veřejnosti námořními výpravami v dlabaných člunech, které provedl se svým týmem v letech 1995, 1998 a 2019 a které byly označeny jako expedice Monoxylon. Dvě z výprav byly v Egejském moři.
V roce 1997 stál u vzniku Archeoparku pravěku ve Všestarech. V roce 2000 založil časopis Rekonstrukce a experiment v archeologii (dnes Živá archeologie). Od roku 2003 založil a vedl Archeologické centrum Pedagogické fakulty Univerzity Hradec Králové, které později realizovalo několik záchranných výzkumů. V roce 2005 byla založena katedra archeologie nově vzniklé Filozofické fakulty UHK a Radomír Tichý se stal jejím pracovníkem.
V roce 2022 oznámil, že připravuje expedici Monoxylon IV., při které se svým dvacetičlenným týmem vypluje na Egejské moře v dubovém dlabaném člunu. Expedice proběhla v červnu 2023 a do cíle doplula 13. července téhož roku, přičemž archeologové urazili 500 kilometrů. Tichý expedici prohlásil za úspěšnou.

## Dílo
- TICHÝ Radomír, Monoxylon II. Plavba po 8000 letech. Dobrodružství experimentální archeologie. 1999[10]
- TICHÝ Radomír, Dějiny pravěku. Pro učitele dějepisu. 2001[11]
- TICHÝ Radomír, Operace Monoxylon. 2001[12]
- TICHÝ Radomír, Dějiny starověku pro učitele dějepisu I.: Egypt a Přední východ. 2005[13]
- TICHÝ Radomír, Pravěk Evropy I. Starší až pozdní doba kamenná. 2006[14]